# Thomas Ohlsson
Thomas Ohlsson (Norrköping, Östergötland, 20 de setembro de 1958) é um ex-canoísta sueco especialista em provas de velocidade.

## Carreira
Foi vencedor da medalha de prata em K-4 1000 m, com os seus colegas de equipa Lars-Erik Moberg, Per-Inge Bengtsson e Tommy Karls em Los Angeles 1984.